# Anthostomella taiwanensis
Anthostomella taiwanensis är en svampart som beskrevs av W.H. Hsieh, Chi Y. Chen & Sivan. 1995. Anthostomella taiwanensis ingår i släktet Anthostomella och familjen kolkärnsvampar.   Inga underarter finns listade i Catalogue of Life.